# Sattelmuscheln
Die Sattelmuscheln (Anomiidae) sind eine Muschel-Familie aus der Ordnung der Pectinida.

## Merkmale
Die Gehäuse sind ungleichklappig und liegen mit der rechten Klappe am Boden; sie sind durch einen verkalkten Byssus am Untergrund angeheftet. Der Byssus tritt durch eine tiefe, fast geschlossene Bucht am Dorsalrand in der rechten Klappe hindurch. Das Loch erscheint aber erst nach dem Lösen des Gehäuses vom Untergrund. Die Klappen sind sehr flach und pausen die Substratoberfläche sogar etwas auf die obere Klappe durch. Die rechte untere Klappe ist oft sehr dünn und durchscheinend, die linke obere Klappe festschalig. Der Byssusmuskel setzt an der linken oberen Klappe mit ein oder zwei Strängen an, die deutliche Abdrücke in der Schale hinterlassen. Hinzu kommt noch der mehr oder weniger große Schließmuskel, der in der Nähe des/der Byssusmuskel(n) ansetzt und ebenfalls eine Narbe in der Schaleninnenseite bildet. Der Schlossrand ist gerade und zahnlos.

## Geographische Verbreitung und Lebensraum
Die Sattelmuscheln kommen weltweit in allen Meeren vor. Sie leben sind durch einen verkalkten Byssus am Untergrund angeheftet. Auch Algen, Muschel- und Schneckengehäuse sowie die Panzer von Krebstieren dienen zur Befestigung der Gehäuse.

## Taxonomie
Das Taxon wurde 1815 von Constantine S. Rafinesque-Schmaltz als Unterfamilie Anominia aufgestellt. Das World Register of Marine Species stellt folgende Gattungen in die Familie Anomiidae:
- Familie Anomiidae Rafinesque-Schmaltz, 1815
  - Anomia Linné, 1758
  - Enigmonia Iredale, 1918 (nom. novum pro Aenigma Koch, 1846 non Aenigma Neumann, 1836)
  - Heteranomia Winckworth, 1922
  - Isomonia Dautzenberg & Fischer, 1897
  - Monia Gray, 1850
  - Patro Gray, 1850
  - Placunanomia Broderip, 1832
  - Pododesmus Philippi, 1837
    - Große Sattelmuschel ( Pododesmus patelliformis (Linnaeus, 1761))
    - Pododesmus squama (Gmelin, 1791)

  - Tedinia Gray, 1853

## Belege